# Koszmosz–196
A Koszmosz–196 (DSZ-U1-G) (oroszul: Космос 196) a szovjet Koszmosz műhold-sorozat tagja. Ionoszférakutató műhold.

## Küldetés
Felülről vizsgálta a Föld atmoszféráját, valamint a Naptevékenység hatását a földi atmoszférára. A Koszmosz–108 által megkezdett vizsgálatokat folytatta.

## Jellemzői
Dnyipropetrovszk (ukránul: Дніпропетровськ), orosz nevén Dnyepropetrovszk (oroszul: Днепропетровск), Ukrajnában OKB–586 a Déli Gépgyár (Juzsmas) volt a központja több Koszmosz műhold összeszerelésének. Üzemeltetője a szovjet Tudományos Akadémia.
1967. december 19-én a Kapusztyin Jar rakétakísérleti lőtérről a Majak–2 indítóállásból egy Koszmosz–2I (63SZ1) típusú hordozórakétával juttatták Föld körüli, közeli pályára. Az orbitális egység pályája 95,42perces, 48,8 fokos hajlásszögű, az elliptikus pálya perigeuma 223 kilométer, apogeuma 860 kilométer volt. Hasznos tömege 352 kilogramm. A sorozat felépítését, szerkezetét, alapvető fedélzeti rendszereit tekintve egységesített, szabványosított tudományos-kutató űreszköz. Áramforrása kémiai, illetve a felületét burkoló napelemek energiahasznosításának kombinációja (kémiai akkumulátorok, napelemes energiaellátás – földárnyékban puffer-akkumulátorokkal).
Felépítését tekintve két félgömbbel lezárt hengeres test. A felső félgömbben helyezték el a tudományos készülékeket, külső felületén az érzékelőket. A hengeres részben a szolgálati egységeket (programvezérlő, adatrögzítő, telemetria). A hátsó félgömbben az energiaellátást biztosító egység kapott helyet. Az egyenletes belső hőmérsékletet cirkuláló gáz (nitrogén) biztosította. A hőegyensúlyt sugárzáselnyelő anyaggal, illetve zsalus radiátorral biztosították. A fedélzeten elhelyezett rádióadók által sugárzott jelek fáziskülönbségének méréséből következtetéseket lehetett levonni az ionoszféra szerkezetéről. Az éjszakai ionoszféra F-rétege magasságbeli és kiterjedésbeli inhomogenitásainak mérése a 20 MHz-es fedélzeti adó jeleinek fluktuációváltozásaiból történt.
1968. július 7-én belépett a légkörbe és megsemmisült.